# Provincia Paktika
Provincia Paktika (paștună și persană: پکتیکا) este una dintre provinciile Afganistanului. Este localizată în partea sud-estică, la frontiera cu statul Pakistan.